# Больё (Ардеш)
Больё (фр. и окс. Beaulieu) — коммуна во Франции, находится в регионе Рона — Альпы. Департамент коммуны — Ардеш. Входит в состав кантона Жуайёз. Округ коммуны — Ларжантьер.
Код INSEE коммуны — 07028.

## Население
Население коммуны на 2008 год составляло 437 человек.
| 1962 | 1968 | 1975 | 1982 | 1990 | 1999 | 2008 |
| ---- | ---- | ---- | ---- | ---- | ---- | ---- |
| 384  | 418  | 417  | 404  | 373  | 400  | 437  |

## Экономика
В 2007 году среди 255 человек в трудоспособном возрасте (15—64 лет) 170 были экономически активными, 85 — неактивными (показатель активности — 66,7 %, в 1999 году было 69,2 %). Из 170 активных работали 138 человек (80 мужчин и 58 женщин), безработных было 32 (15 мужчин и 17 женщин). Среди 85 неактивных 11 человек были учениками или студентами, 37 — пенсионерами, 37 были неактивными по другим причинам.

## Достопримечательности
- Дольмен Буа-де-Рош
- Церковь XIX века

## Фотогалерея

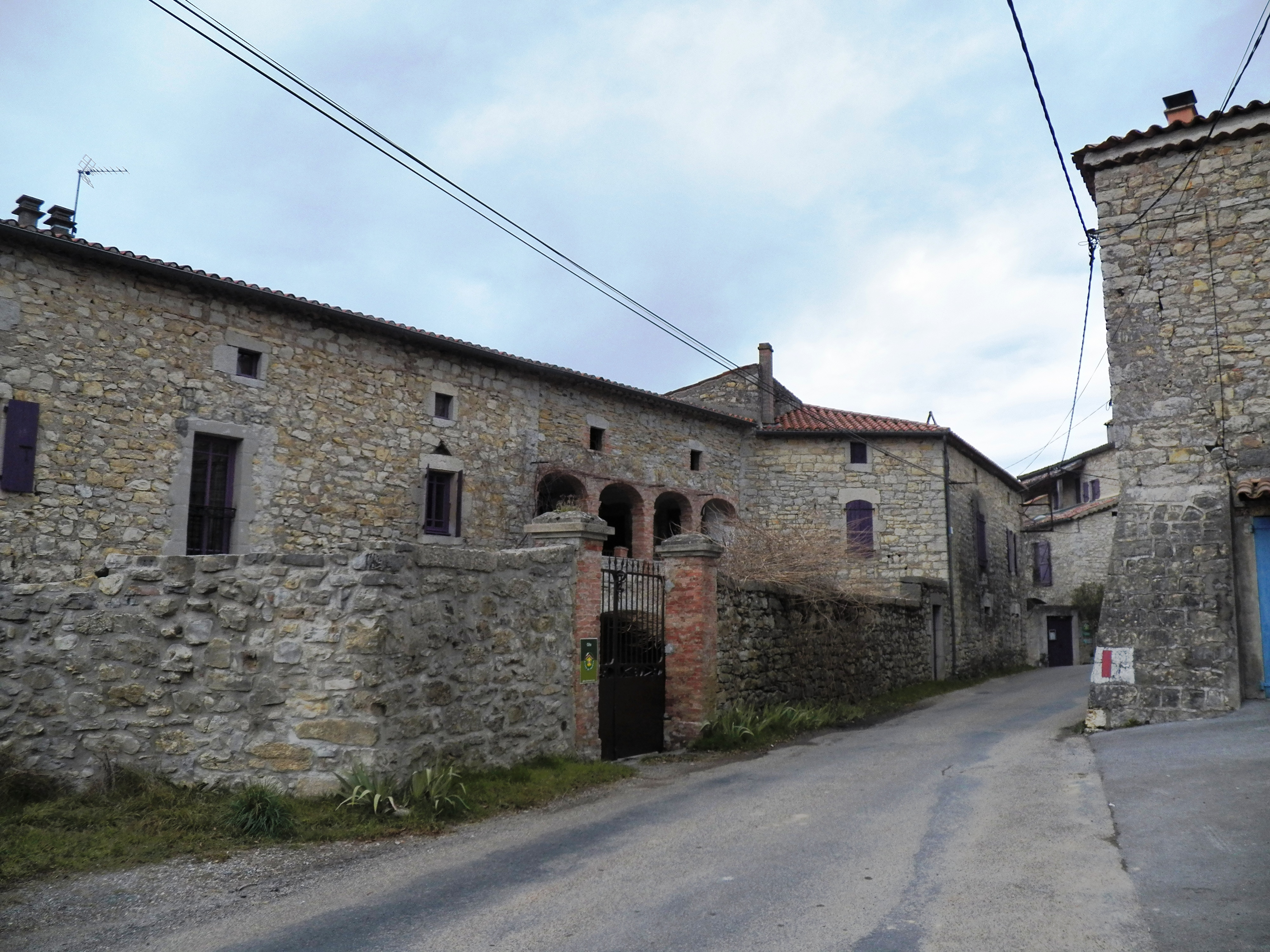
Дом в Плеу
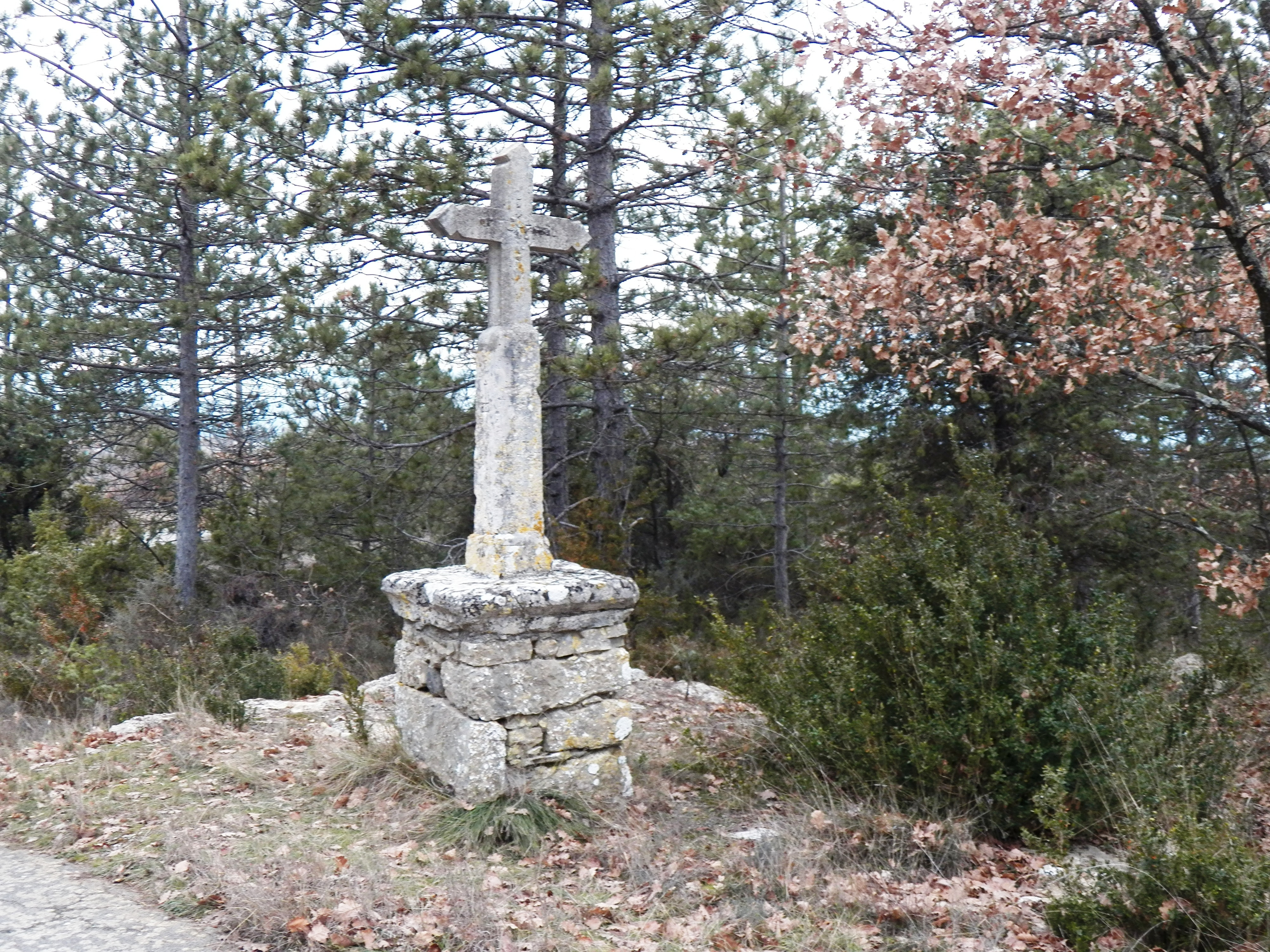
Путевой крест
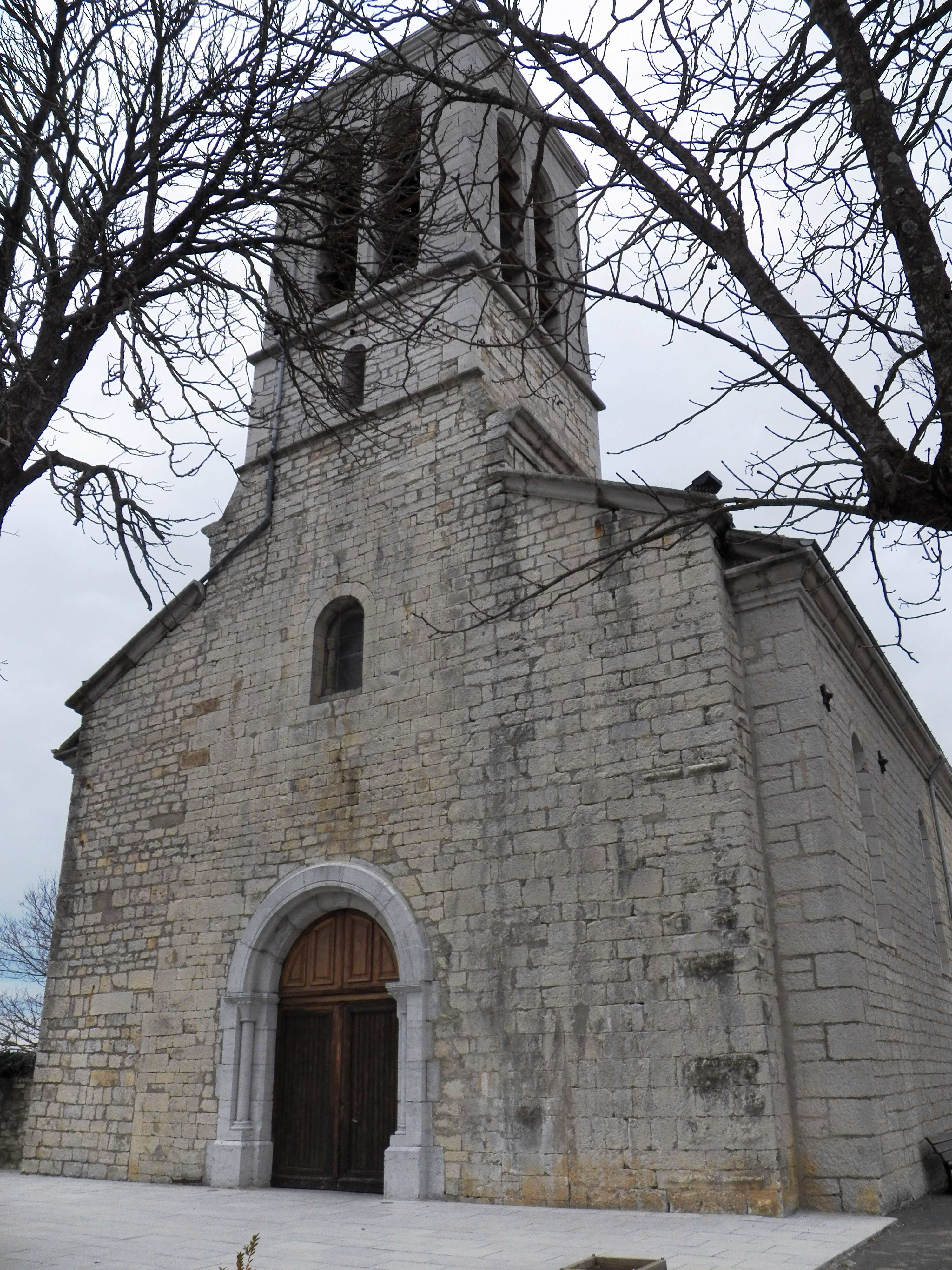
Церковь
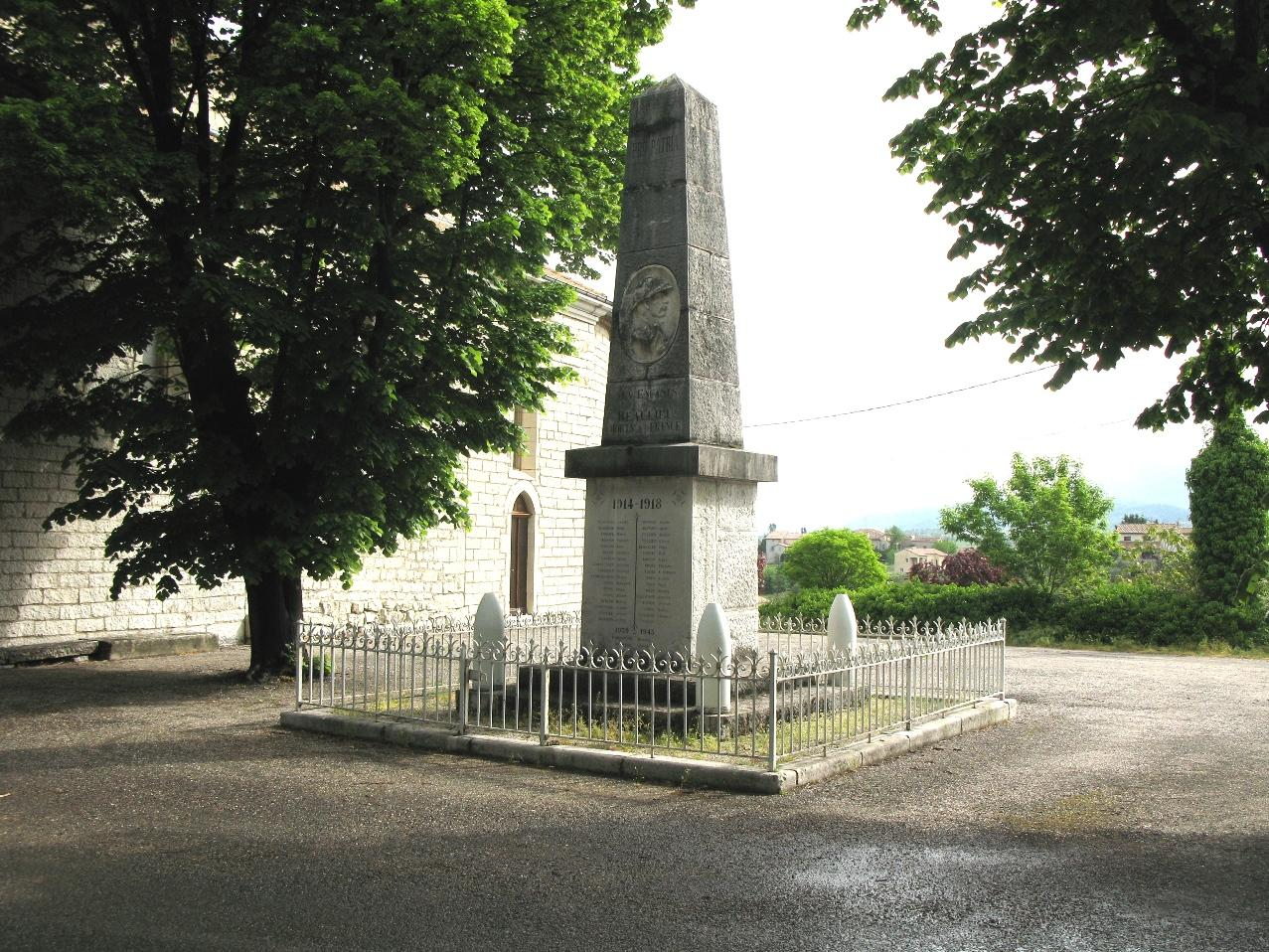
Памятник погибшим в Первой мировой войне
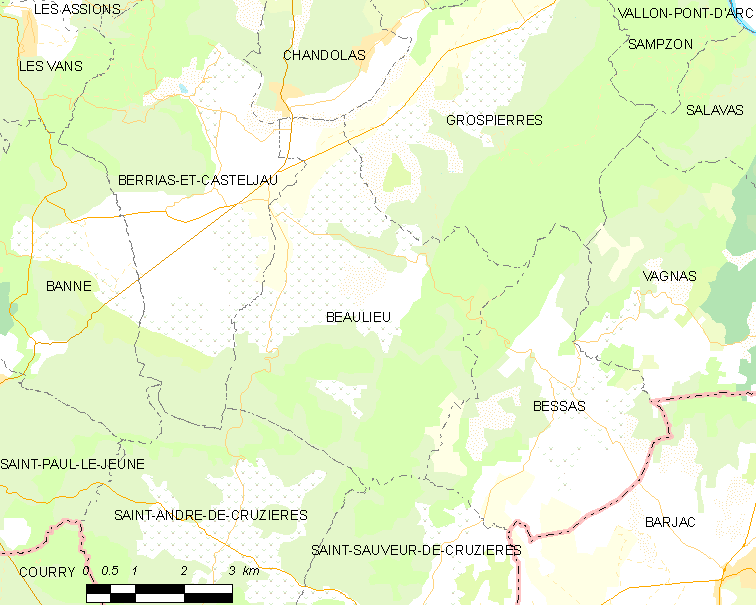
Карта коммуны